# La viuda joven
 (срп. Млада удовица) венецуеланска је теленовела, продукцијске куће Веневисион, снимана 2011.

## Синопсис
Млада Инмакулада Рохас нашла се у средишту скандала када је дисквалификована са избора за мис јер је откривено да има кћерку. Ово је привукло пажњу старог немца, барона Ханса фон Паркера, који проси девојку и она постаје богата и славна баронеса Инма фон Паркер. После годину дана, барон умире под неразјашњеним околностима, а иста судбина снашла је и два Инмина мужа. Због тога она бива прозванa Младом удовицом.
Сви је оптужују да убија своје мужеве, али нико то не може да докаже. Ова мистериозна жена достојанствено се суочава са презиром јавности, а њен циљ је да пронађе кћерку коју су јој одузели док је била тинејџерка. Са друге стране, ту је детектив Алехандро Абрахам, који ће учинити све да ухвати баронесу, која га је неколико година раније без објашњења оставила пред олтаром. Љубав коју још увек осећа према Инми покушава да сузбије бесом и жељом за осветом.
Баронеса напорно ради да би спасила од банкрота фабрику чоколаде коју поседује. Временом сумња да је за смрт њених мужева одговорна једна особа, која сада жели да убије њу. Једини који јој верује је Херемијас, адвокат који је безнадежно заљубљен у њу и који је спреман да за њу да и живот. Млада богаташица учиниће све да спере љагу са свог имена и да сазна ко је убица.

## Улоге
| Глумац:                | Улога:                              |
| ---------------------- | ----------------------------------- |
| Маријанхел Руиз        | Инмакулада Рохас вда. де Вон Паркер |
| Луис Херонимо Албреу   | Алехандро Абрам                     |
| Астрид Каролина Ерера  | Ивана Хумболдт де Калдерон          |
| Вероника Шејндер       | Абрил Армас                         |
| Мигел де Леон          | Веспасиано Калдерон                 |
| Лусијано д Алесандро   | Кристијан Хумболдт                  |
| Хуан Карлос Гарсија    | Хермијас Миранда                    |
| Карлос Мата            | Анхел Абрам                         |
| Карлос Руиз            | Рохелио Галиндез                    |
| Марија Антонијета Дуке | Ирис Фуенмајор / Вилма Браво        |
| Иван Тамајо            | Симон Мадеро                        |
| Хавијер Видал          | Федерико Хумболдт                   |
| Рафаел Ромеро          | Тирсо Дамаско                       |
| Ева Бланко             | Елда                                |
| Сониа Виљамизар        | Пеги Пардо-Пардо                    |
| Беба Рохас             | Висента Паласиос де Хумболд         |
| Антонио Дели           | Хулио Кастиљо                       |
| Хосе Луис Усече        | Доминго Парда                       |
| Паула Бевилача         | Гресија Бургос                      |
| Елио Пијетрини         | Дон Елијас                          |
| Алијен Селесте         | Ванеса Хумболдт де Кастиљо          |
| Стефани Кардона        | Сонија                              |
| Ема Рабе               | Пенелопе Арчанеро                   |
| Беатриз Васкез         | Рита                                |
| Хосе Вијера            | Денис Родригез                      |